# Mandanowie

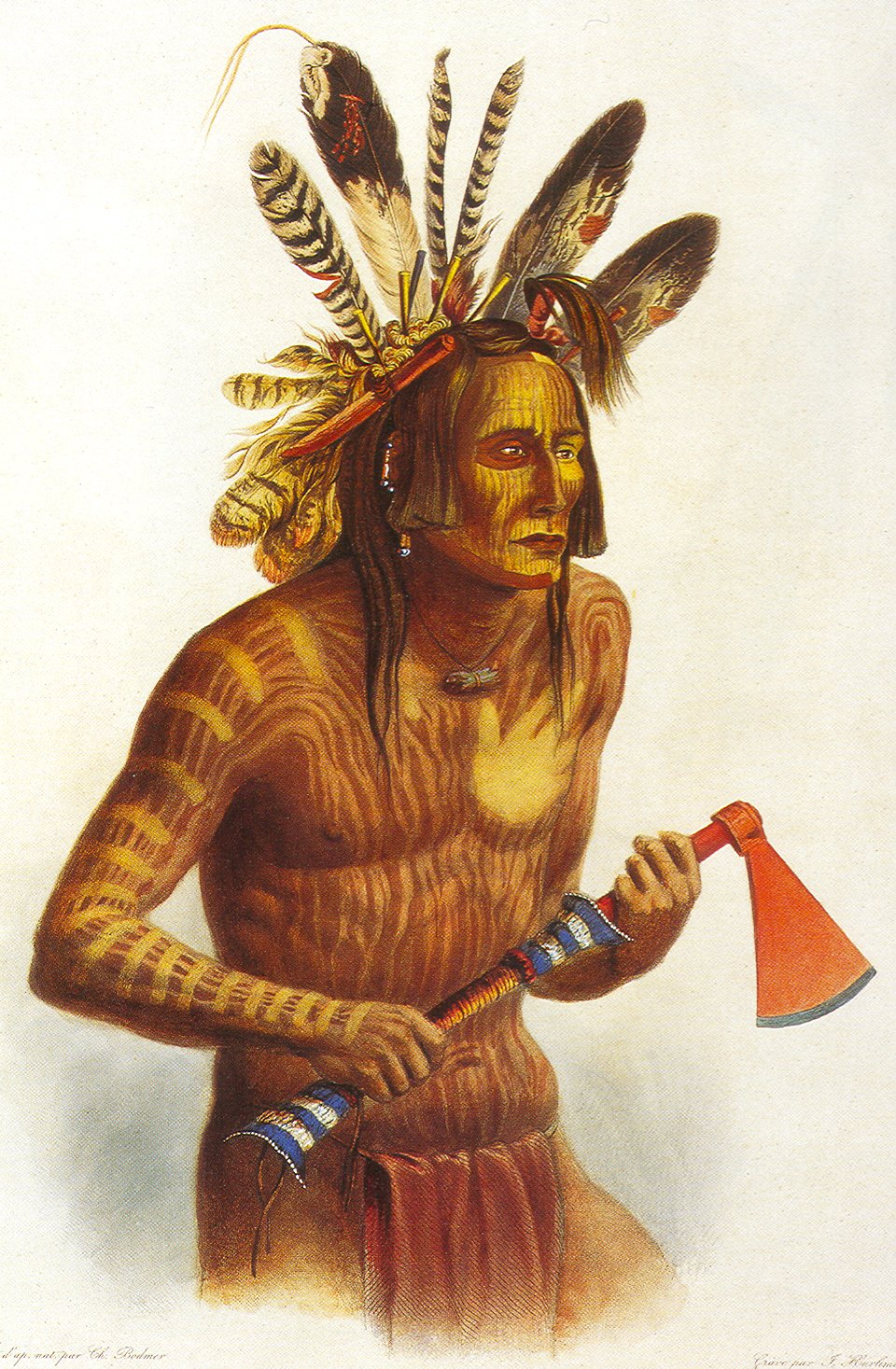
Wódz Mato Tope

Mandanowie (ang. Mandan, dakota Man dan), plemię Indian Ameryki Północnej z siouańskiej rodziny językowej, zamieszkujące obszar Wielkich Równin, odłam Dakotów najbliżej spokrewniony z plemieniem Winebagów. Mandanowie sami siebie określali mianem Numakiki (ludzie).
Pierwotnie Mandanowie zamieszkiwali dolinę rzeki Ohio, ale w X-XIII wieku przemieścili się nad Missouri w okolice dzisiejszego Bismarck w stanie Dakota Północna. Mieszkali  w wioskach otoczonych palisadą, w domach krytych darnią. Wioskę tworzyło kilkanaście lub dwadzieścia kilka chat. Polowali na bizony i uprawiali liczne rośliny, a głównie trzy odmiany kukurydzy, fasolę, dynie i słoneczniki, zajmowali się też wyplataniem koszy. Mieli bogate życie obrzędowe, do ważniejszych obrzędów należał Taniec Słońca, rytuał niedźwiedzia i rytuał Okipa. Uprawiali szamanizm, tworzyli stowarzyszenia szamanistyczne. Jeszcze w 1. połowie XVIII wieku grupa była liczna i składała się z kilku dużych wiosek, jednakże wkrótce Mandanowie zostali zdziesiątkowani przez epidemie ospy i cholery. W pierwszej połowie XIX wieku liczba członków plemienia nie przekraczała 200 osób. W roku 1837 kolejną epidemię przeżyło tylko 37 osób. 

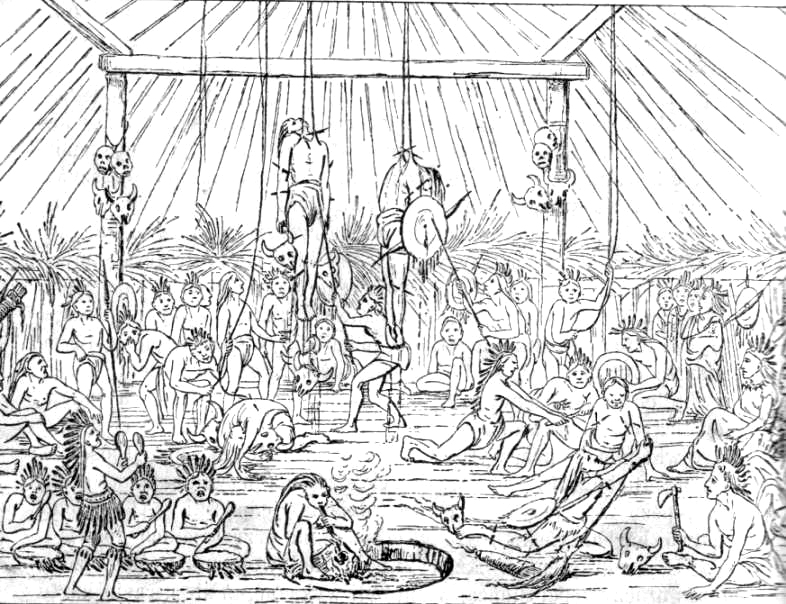
Taniec Słońca u Mandanów na ilustracji z 1903 roku

Do dziś część Mandanów mieszka w rezerwacie Fort Berthold w Dakocie Północnej razem z plemieniem Hidatsa.
Artysta George Catlin spędził wśród Mandanów kilka lat zostawiając wiele obrazów i grafik przedstawiających ich życie. Lewis i Clark zimowali w ich wiosce na przełomie lat 1804-1805.
Niektórzy Mandanowie siwieli w zupełnie młodym wieku. Siwizna nie jest czymś zwykłym u Indian, z tego też powodu niektóre plemiona nazywały ich „białymi Indianami”. Pierwsi Europejczycy uważali „blond”-Mandanów za potomków Walijczyków, którzy pod wodzą legendarnego księcia Madoca dokonali pierwszej kolonizacji Ameryki ok. roku 1170. Koloniści ci mieli później zaginąć bez wieści. 
Wodzowie Mandanów tatuowali swe lewe ramiona i piersi równoległymi liniami, a także wyobrażeniami figuratywnymi ludzi i zwierząt. Była to swego rodzaju oznaka ich władzy.  
Liczebność w roku 2000:  Według danych U.S. Census Bureau, podczas spisu powszechnego w 2000 roku 369 obywateli USA zadeklarowało, że jest pochodzenia wyłącznie Mandan, zaś 1303 oświadczyło, że ma pochodzenie wyłącznie lub między innymi Mandan.